# Google Books
Google Books (tidligere Google Book Search og Google Print) er en internettjeneste udviklet af Google Inc., der fuldtekstsøger på indholdet af bøger og magasiner, der er indskannet af Google. Det indskannede materiale er konverteret til tekst ved optisk tegngenkendelse (OCR) og opbevares i Googles digitale database. Bøgerne stilles til rådighed enten af forlag eller af forfattere gennem Google Books Partner Program eller gennem Googles bibliotekspartnere i "Library Project". På samme måde har Google indgået partnerskab med udgivere af magasiner med henblik på digitalisering af disses arkiver.
Tjenesten var ved introduktionen på bogmessen i Frankfurt i oktober 2004 kaldet 'Google Print'. Oprettelsen af 'Google Books Library Project', der indskanner bibliotekpartnernes værker, blev annonceret i december 2004.
Google Books er blevet hyldet for dets potentiale til at kunne levere en hidtil uset adgang til hvad der kan blive til verdens største online-tjeneste for menneskelig viden og for at fremme demokratiseringen af viden.
Tjenesten er dog også blevet kritiseret for de potentielle ophavsretlige krænkelser, som kritikere mener, at tjenesten vil medføre, ligesom der ikke er adgang til at rette de mange tusinde fejl i de OCR-indskannede dokumenter.
Pr. april 2013 var der indskannet mere end 30 millioner titler, men skanningsprocessen går i dag langsommere end tidligere. Google anslog i 2010, at der var omkring 130 millioner titler i verden, og oplyste, at man forventede at have dem alle indskannet ved udgangen af årtiet.

## Eksterne links
- Wikimedia Commons har flere filer relateret til Google Books
- Google Books hjemmeside
- Google Books Informationsside
- Google Books Timeline